# Rolf Holle (Kriminalbeamter)
Rolf Bernhard Holle (* 21. Januar 1914 in Leipzig; † 25. Oktober 2004) war ein deutscher Kriminalpolizist. Er gehörte zu den Gründern des Bundeskriminalamtes (BKA) in Wiesbaden.

## Erste Jahre, Politische Betätigung, Kriminalkommissar
Rolf Bernhard Holle, geboren als Sohn des Kaufmanns Erich Holle, schloss sich früh der nationalsozialistischen Bewegung an. Bereits mit 16 Jahren trat er im Oktober 1930 dem Nationalsozialistischen Schülerbund bei, von November 1930 bis Oktober 1932 gehörte er der Hitlerjugend an, von Juli 1933 bis März 1935 der SA. Am 10. Dezember 1937 beantragte er die Aufnahme in die NSDAP und wurde rückwirkend zum 1. Mai desselben Jahres aufgenommen (Mitgliedsnummer 5.977.213). Nach dem 1933 abgelegten Abitur in seiner Heimatstadt studierte Holle vier Semester Jura an der Universität Leipzig, jedoch ohne das Studium abzuschließen. Danach leistete er im Rahmen einer Dienstverpflichtung einen zweijährigen Militärdienst bei der Wehrmacht ab. Ende 1937 trat er in den Dienst der Kriminalpolizei Halle (Saale) ein. 1938/39 besuchte er als jüngster Teilnehmer die „Führerschule der Sicherheitspolizei“ in Berlin-Charlottenburg und absolvierte erfolgreich einen Lehrgang zum Kriminalkommissar. Mit dem Abschluss der Führerschule wurde er in die SS (SS-Nr. 327.259) aufgenommen. Anfangs war Holle Kommissariatsleiter in Erfurt. Holle trat 1941 noch der Nationalsozialistische Volkswohlfahrt und im Jahr darauf dem Kameradschaftsbund der deutschen Polizeibeamten bei.

## Zweiter Weltkrieg
Nach Beginn des Zweiten Weltkrieges leistete er von Oktober 1939 bis März 1940 Kriegsdienst bei der Wehrmacht. Im Januar/Februar 1941 absolvierte Holle einen Führerlehrgang an der italienischen Kolonialpolizeischule Tivoli, da er sich 1940 für den polizeilichen Kolonialdienst beworben hatte.
Ab 1941 war er als Kommissariatsleiter in Berlin-Charlottenburg eingesetzt. Ab Mai 1942 leitete er im Rang eines Kriminalkommissars ein Kommissariat bei der Kriminalgruppe M (Mord) im Polizeipräsidium Alexanderplatz. Hier klärte Holle einen Aufsehen erregenden Kriminalfall: Ein Reichsbahner hatte Ende 1943 die jüdische Zwangsarbeiterin Vera Korn und ihre Tochter Eva ermordet und die Leichenteile während eines nächtlichen Luftangriffes in der Berliner Innenstadt verstreut. Holle ermittelte in ständigem Kontakt mit der Gestapo den Täter, der 1944 von einem Sondergericht zum Tode verurteilt und in Plötzensee hingerichtet wurde. Die beiden jüdischen Zeugen aus dem Umkreis Vera Korns wurden im Ghetto Theresienstadt und in Arbeitslagern interniert.
Mit Wirkung 20. April 1943 wurde er zum SS-Hauptsturmführer befördert. Zu dieser Zeit wurde er als Mitarbeiter des Reichssicherheitshauptamtes (RSHA) geführt, ist jedoch auf keinem Geschäftsverteilungsplan oder Telefonverzeichnis nachweisbar. Auch für eine Tätigkeit im Reichskriminalpolizeiamt (RKPA) gibt es keinen Anhaltspunkt. Seinen Angaben zufolge wurde er 1944 durch die Kripo Berlin mit dem Kriegsverdienstkreuz II. Klasse ausgezeichnet. Mitte 1944 schied Holle bei der Mordkommission aus und wurde mit der Aufdeckung von Wehrwirtschaftsverbrechen betraut. Am 24. April 1945 wurde Holle aus dem umkämpften Berlin abkommandiert, um das Fahndungskommissariat in Schwerin zu leiten. Als auch hier die Truppen der Alliierten anrückten, erhielt er Anfang Mai 1945, wenige Tage vor der Kapitulation, den Befehl, Polizeiaufgaben im unbesetzten Kiel zu übernehmen.

## Nachkriegszeit – Im Bundeskriminalamt
In Kiel wurde er nach Kriegsende am 27. Juni 1945 als Leiter des Einbruchskommissariats von den Militärbehörden entlassen. Holle arbeitete danach als Bauarbeiter und ab September 1945 als Angestellter eines Steuerberaters. Holle durchlief ein Verfahren zur Entnazifizierung und wurde am 20. Oktober 1946 als „Entlasteter“ eingestuft. Zum 15. März 1947 stellten ihn die britischen Behörden als Kriminaloberinspektor ein. Als die Briten für ihre Besatzungszone ein zentrales Kriminalpolizeiamt mit Sitz in Hamburg einrichteten, wurde Holle der strategische Kopf des Amts. Er arbeitete von Anfang an darauf hin, das Hamburger Amt zum Kern einer neuen zentralen Bundespolizei zu machen. Dies gelang ihm mit einer Seilschaft von sechs weiteren Teilnehmern (also 7 der 36 Teilnehmer) des 13. Kriminalkommissar-Anwärterlehrgangs 1938/39. Sein Lehrgangskamerad Paul Dickopf wurde ab 1965 Präsident des Bundeskriminalamtes (BKA), Holle sein Vertreter.
Holle wurde am 1. September 1951 zum Regierungs- und Kriminalrat, am 1. September 1953 zum Oberregierungs- und Kriminalrat befördert, und er leitete die Abteilung Inland. Seine Karriere im Amt ging ununterbrochen weiter. Am 7. Juli 1961 folgte die Beförderung zum Regierungskriminaldirektor, am 30. August 1966 die zum Leitenden Regierungskriminaldirektor und am 1. Juni 1970 zum Abteilungspräsidenten. Zuletzt war er für das Kriminalistische Institut beim BKA tätig. Nach schwerer Krankheit ging Holle im Zuge der Umstrukturierung des Bundeskriminalamtes mit 58 Jahren am 30. Juni 1972 vorzeitig in den Ruhestand. Mit seinem Ausscheiden wurde zum ersten Mal beim BKA eine offizielle „Vize-Präsidenten“-Position eingerichtet, die mit Werner Heinl besetzt wurde.

## Werke
- Kriminaldienstkunde. Hagedorn, Hannover o. J. (1948). Neuauflage: 3 Teile. Wiesbaden 1956–1958.
  - 1: Organisation der kriminalpolizeilichen Verbrechensbekämpfung, 1956.
  - 2: Kriminalpolizeilicher Meldedienst, 1956.
  - 3: Fahndung, 1957.
- Die Bewegung der Kriminalität in der britischen Zone 1947-1949, Hamburg 1950.
- Organisation der kriminalpolizeilichen Verbrechensbekämpfung, Bundeskriminalamt Wiesbaden 1956
- Die Sittlichkeitsdelikte im Spiegel der polizeilichen Kriminalstatistik (1953–1962). Wiesbaden 1964.
- Diebstahl und Raub im Spiegel der polizeilichen Kriminalstatistik. Wiesbaden 1966.
- Kriminalpolizeiliche Nachrichtensammlung und- auswertung. Wiesbaden 1966.
- Die Kriminalität in der Bundesrepublik Deutschland : im Vergleich zu Österreich, Frankreich, den Niederlanden, Dänemark, Schweden, England u. Wales und Italien ; 1955-1964, Bundeskriminalamt Wiesbaden 1968
- Das Bundeskriminalamt., gemeinsam mit Paul Dickopf, Boldt Verlag, Bonn 1971, ISBN 3-87086-036-7.